# 古德里奇鎮區 (愛荷華州克勞福德縣)
古德里奇鎮區（英語：Goodrich Township）是位於美國愛荷華州克勞福德縣的一個行政鎮區。

## 地方資料
根據2010年美國人口普查的數據，古德里奇鎮區的面積為93.30平方千米，當中陸地面積為93.29平方千米，而水域面積為0.01平方千米。當地共有人口315人，而人口密度為每平方千米3.38人。